# Johanna Watts
Johanna Watts (* 8. Januar 1970 in Gainesville, Florida) ist eine US-amerikanische Schauspielerin.

## Leben
Watts wurde im ländlichen Florida von Hippies aufgezogen. Sie bestand auf einer Ausbildung als Schauspielerin und wurde als Jugendliche für den Fernsehfilm Catherine’s Story (1998) besetzt. 2003 spielte sie Robin Stevens in dem Film The Falls. Ihren Durchbruch in Hollywood hatte sie 2004 als junge Version von Samantha Eggar in der Folge Der Junge im Karton der Fernsehserie Cold Case – Kein Opfer ist je vergessen. Es folgten Fernsehauftritte in Serien wie CSI: Miami (2004) und Star Trek: Enterprise (2005). Zu den weiteren Filmen, in denen sie spielte, gehören In Memorium (2005), Mutant Vampire Zombies from the 'Hood! (2008), American Warships (2012), in dem sie Lt. Caroline Bradley verkörperte, und Wingman Inc. (2015). 2015 trat sie in dem Kurzfilm Career Girl auf, für den sie auch das Drehbuch schrieb und sich ebenfalls an Regie sowie Produktion beteiligte.
Sie ist seit 2011 mit dem Drehbuchautor Jon Spaihts verheiratet.

## Filmografie
- 1998: Catherine’s Story (Fernsehfilm)
- 2000: Lone Star Struck
- 2002: Strong Medicine: Zwei Ärztinnen wie Feuer und Eis (Strong Medicine, Fernsehserie, eine Folge)
- 2003: The Falls
- 2004: Cold Case – Kein Opfer ist je vergessen (Cold Case, Fernsehserie, eine Folge)
- 2004: CSI: Miami (Fernsehserie, eine Folge)
- 2005: Between
- 2005: Star Trek: Enterprise (Fernsehserie, 2 Folgen)
- 2005: In Memorium
- 2006: Blindfolded (Kurzfilm)
- 2007: Pirate Camp
- 2008: Mutant Vampire Zombies from the 'Hood!
- 2009: Best Laid Plans (Kurzfilm)
- 2011: Lions Among Men (Kurzfilm)
- 2012: Sweet Old World
- 2012: American Warships
- 2012: Livin’ the Dream LA (Fernsehserie, eine Folge)
- 2012: Thumb (Kurzfilm)
- 2013: The Comment Show (Fernsehserie, eine Folge)
- 2014: Expecting (Kurzfilm)
- 2014: Come Fly with Me (Kurzfilm)
- 2014: Real Estate Milfia (Fernsehserie)
- 2015: Wingman Inc.
- 2015: Career Girl (Kurzfilm, auch Drehbuch)
- 2017: Candle
- 2022: Bullet Train